# Syrrhonema welwitschii
Syrrhonema welwitschii är en tvåhjärtbladig växtart som först beskrevs av William Philip Hiern, och fick sitt nu gällande namn av Friedrich Ludwig Diels. Syrrhonema welwitschii ingår i släktet Syrrhonema och familjen Menispermaceae. Inga underarter finns listade i Catalogue of Life.